# Tom Reuveny
Tom Reuveny (hebreiska: תום ראובני), född 12 juni 2000 i Ramat Gan i Tel Aviv, är en israelisk vindsurfare.
Han började surfa som åttaåring i Irland och vid tio års ålder flyttade familjen tillbaka till Israel där han upptäckte vindsurfingen. 2016 tog han en bronsmedalj vid junior-VM i RS:X och året därpå vann han guld i samma klass.
Reuveny kom på en fjärde plats vid världsmästerskapen i iQFoil 2022 i Brest. Vid de olympiska seglingstävlingarna 2024 i Paris vann han guldmedaljen i iQFoil.